# Scotoleon dissimilis
Scotoleon dissimilis is een insect uit de familie van de mierenleeuwen (Myrmeleontidae), die tot de orde netvleugeligen (Neuroptera) behoort. 
Scotoleon dissimilis is voor het eerst wetenschappelijk beschreven door Banks in 1903.